# Medicina stilului de viață
Medicina stilului de viață (LM) este o ramură a medicinei axată pe asistența medicală preventivă și autoîngrijire care se ocupă cu prevenirea, cercetarea, educația și tratamentul tulburărilor cauzate de factorii destructivi stilului de viață și cauzele de deces care pot fi prevenite. Acești factori sunt alimentația, sedentarismul, stresul cronic și comportamente autodistructive, inclusiv consumul de produse din tutun și abuzul de droguri sau alcool.  Scopul LM este de a îmbunătăți sănătatea și bunăstarea indivizilor prin aplicarea celor 6 piloni ai medicinei stilului de viață (nutriție, activitate fizică regulată, somn reparator, managementul stresului, evitarea substanțelor riscante și conexiunile sociale pozitive) pentru a preveni afecțiunile cronice cum ar fi bolile cardiovasculare, diabet, sindrom metabolic si obezitate.   Concentrându-se pe aceste 6 domenii pentru a îmbunătăți sănătatea, LM poate preveni 80% din bolile cronice și bolile netransmisibile (BNT). 
Medicina stilului de viață se concentrează pe educarea și motivarea pacienților pentru a-și îmbunătăți calitatea vieții prin schimbarea obiceiurilor și comportamentelor personale în vederea adoptării unor diete mai sănătoase care reduc consumul de alimente ultra-procesate, cum ar fi dieta mediteraneană sau dieta compusă majoritar din plante. Obiceiurile și alegerile nocive cum ar fi mâncatul nesănătos, inactivitatea fizică, consumul de tutun, dependența de alcool, dependența și consumul de droguri, precum și factorii psihosociali, de exemplu stresul cronic și lipsa de sprijin social și izolarea de comunitate, contribuie la apariția bolilor cronice .    În terapia clinică, obstacolele principale în calea consilierii privind stilul de viață sunt nivelul scăzut de pregătire al medicilor și scepticismul medicilor cu privire la receptivitatea pacienților lor. Cu toate acestea, prin încurajarea deciziilor sănătoase, bolile pot fi mai bine gestionate, inversate sau prevenite pe termen lung.

## Caracteristici
Medicina stilului de viață în practică
Dovezile că organismul se va vindeca singur atunci când factorii care provoacă boala sunt îndepărtați sunt clare.   Boli precum bolile cardiovasculare și diabetul de tip 2, despre care se credea că sunt ireversibile, au fost inversate prin intervenții în stilul de viață.   Intervențiile în stilul de viață necesită schimbări de comportament care pot fi dificile pentru profesioniștii din domeniul sănătății, comunități și pacienți. Sarcina practicianului LM este de a motiva și susține schimbări de comportament sănătos prin abordări holistice bazate pe cercetare știinfică pentru a preveni și a inversa afecțiunile cronice. LM pune accent pe îngrijirea personalizată și utilizează abordări centrate pe pacient, cum ar fi stabilirea de obiective, luarea deciziilor în comun și auto-gestionarea. Educarea pacienților cum să gătească mese sănătoase acasă, de exemplu, poate face parte dintr-o practică medicală orientată spre stilul de viață.  Concentrarea asupra nevoilor de sănătate ale unui individ include analiza nevoilor sociale și economice ale persoanei, de asemenea.
LM este similară cu medicina preventivă prin faptul că, de asemenea face o punte între medicina convențională și sănătatea publică. Intervențiile LM, cum ar fi consilierea pentru schimbarea comportamentală, sunt utilizate în asociere cu farmacoterapia .  La fel ca restul medicinei, LM promovează stilul de viață sănătos pentru a preveni și trata bolile. Bunăstarea generală și autogestionarea sunt componente cruciale ale medicinei stilului de viață și presupun ideea de trai mai sănătos prin schimbarea comportamentului. Promovarea sănătății este fundamentul LM și încurajează indivizii să participe la propria îngrijire și bunăstare. 
Niveluri ale medicinei stilului de viață
LM poate fi practicată pe trei niveluri. Primul nivel implică recunoașterea de către toți profesioniștii din domeniul sănătății că alegerile legate de stilul de viață determină starea de sănătate și alterează semnificativ răspunsul la tratamentele farmaceutice și/sau chirurgicale. Toți practicienii sunt încurajați să includă sfaturi privind stilul de viață împreună cu protocoalele standard de tratament. Al doilea nivel este îngrijirea de specialitate (de exemplu, Medicina exercițiului fizic și Fiziatrie) în care intervențiile LM sunt în centrul tratamentului, iar tratamentele farmaceutice și/sau chirurgicale sunt un adjuvant care trebuie utilizat doar când este necesar.  Al treilea nivel sunt programele și politicile de sănătate a populației/comunității. Sfaturile de intervenție în stilul de viață ar trebui incluse în ghidurile și politicile de sănătate publică/medicina preventivă pentru prevenirea și tratamentul bolilor cronice. 

## Vezi si
- Viață activă
- Metoda de schimbare a comportamentului
- Schimbarea comportamentului (sănătate publică)
- Teoriile schimbării comportamentale
- Abordarea de consolidare a comunității și formarea familiei (CRAFT)
- Promovarea sănătății
- Lebensreform
- Medicina preventiva
- Sănătate Publică
- Model de recuperare
- Renuntarea la fumat
- Comunicarea pentru schimbarea socială și comportamentală (SBCC)
- Marginea dreaptă
- Abstinenţă
- Mișcarea de cumpătare
- Reducerea daunelor cauzate de tutun